# Megan Jastrab
Megan Jastrab (Apple Valley, 29 gennaio 2002) è una ciclista su strada e pistard statunitense che corre per il Team DSM-Firmenich. Su pista è stata medaglia di bronzo nell'inseguimento a squadre ai Giochi olimpici di Tokyo 2020; su strada si è invece classificata seconda alla Gand-Wevelgem 2023.

## Palmarès

### Strada
- 2019 (Juniores)

2ª tappa Redlands Classic (Highland > Highland)
Trofeo Da Moreno - Piccolo Trofeo Alfredo Binda
1ª tappa Healthy Ageing Tour Junior (Musselkanaal > Musselkanaal)
3ª tappa Healthy Ageing Tour Junior (Midwolda > Midwolda)
Classifica generale Healthy Ageing Tour Junior
Campionati statunitensi, Prova in linea Junior
Campionati del mondo, Prova in linea Junior
- 2023 (Team DSM, una vittoria)

Tour de Gatineau

#### Altri successi
- 2019 (Juniores)

Classifica a punti Healthy Ageing Tour Junior
Classifica giovani Healthy Ageing Tour Junior

### Pista
- 2019

Campionati statunitensi, Omnium Junior
Campionati statunitensi, Inseguimento a squadre Junior (con Olivia Cummins, Zoe Ta-Perez e Makayla MacPherson)
Campionati statunitensi, Corsa a punti Junior
Campionati statunitensi, Americana (con Jennifer Valente)
Campionati del mondo, Omnium Junior
Campionati del mondo, Americana Junior (con Zoe Ta-Perez)
- 2024

Campionati panamericani, Americana (con Jennifer Valente)

## Piazzamenti

### Grandi giri
- Giro d'Italia

2022: 86ª
2023: 88ª
2025: 52ª
- Tour de France

2023: 111ª
2025: 54ª
- Vuelta a España

2025: 60ª

### Classiche monumento
- Milano-Sanremo

2025: 78ª
- Giro delle Fiandre

2023: 45ª
2025: 69ª
- Parigi-Roubaix

2021: ritirata
2022: 39ª
2023: 87ª
2025: 77ª

### Competizioni mondiali
- Campionati del mondo su strada

Yorkshire 2019 - Cronometro Junior: 9ª
Yorkshire 2019 - In linea Junior: vincitrice
Glasgow 2023 - Staffetta mista: 8ª
Glasgow 2023 - In linea Elite: 36ª
Glasgow 2023 - In linea Under-23: 5ª
- Campionati del mondo su pista

Francoforte sull'Oder 2019 - Scratch Junior: 17ª
Francoforte sull'Oder 2019 - Omnium Junior: vincitrice
Francoforte sull'Oder 2019 - Corsa a punti Junior: 11ª
Francoforte sull'Oder 2019 - Americana Junior: vincitrice
Berlino 2020 - Americana: 9ª
St. Quentin-en-Yv. 2022 - Inseguimento a squadre: 8ª
St. Quentin-en-Yv. 2022 - Americana: 9ª
Apeldoorn 2024 - Americana: 6ª
- Giochi olimpici

Tokyo 2020 - Inseguimento a squadre: 3ª
Tokyo 2020 - Americana: 9ª